# Морская архаическая культура
Морская архаическая культура (сокр. МАК) — североамериканский археологический культурный комплекс позднего архаического периода североамериканской хронологии, существовавший вдоль побережья Ньюфаундленда, в канадских приморских провинциях и в северной Новой Англии.
Морская архаическая культура возникла около 7000 до н. э. и существовала до XVIII века. Люди данной культуры были охотниками на морских млекопитающих в Заполярье; для охоты они использовали деревянные лодки. Стоянки морской архаической культуры разбросаны на огромной территории: южной границей был штат Мэн, а северной — Лабрадор. В их поселениях обнаружены длинные дома, а также временные (сезонные) дома, в качестве крыши которых использовались лодки. Они торговали, преодолевая большие расстояния, на что указывают находки белого камня (сланца) из Северного Лабрадора южнее, в штате Мэн.
Морская архаическая культура является одним из нескольких культурных комплексов Архаичного периода североамериканской хронологии. Ранее считалось, что прямыми потомками данной культуры были беотуки Ньюфаундленда, которые исчезли в XIX веке из-за болезней, принесённых европейцами, а также конфликтов с соседями. Однако археогенетические исследования показали, что жители морской архаичной культуры не имели ничего общего ни с эскимосами, ни с беотуками, которые позднее заселили места их обитания в результате изменения климатических условий.
В состав морского архаического комплекса, возможно, входят также захоронения «культуры красной охры» по всему северо-востоку США. Они, возможно, представляют собой последние этапы морской архаической культуры, так как содержат множество артефактов из белого кремня, также характерные для других памятников морской архаической культуры. В настоящее время этот вопрос является предметом дискуссий.
Если допустить связь культуры красной охры с МАК, тогда наиболее известным памятником морской архаической культуры является некрополь в Ньюфаундленде, в Порт-о-Шуа, где обнаружено не менее 100 могил, засыпанных красной охрой. В погребениях много артефактов, в том числе зазубренные стрелы из кости, кинжалы из моржовой кости или оленьих рогов; гарпуны; одежда, вышитая бисером; погребальный костюм, сделанный более чем из 200 шкур ныне вымершей бескрылой гагарки. Эти находки указывали на наличие стратифицированного общества с торговлей и определённым уровнем социальной сложности (Tuck, 1976).